# إفراين غوتيريز
إفراين غوتيريز (بالإسبانية: Efraín Gutiérrez)‏ هو لاعب كرة قدم هندوراسي في مركز الدفاع، ولد في 7 مايو 1954 في لا سيبا في هندوراس. شارك مع منتخب هندوراس لكرة القدم. أما مع النوادي، فقد لعب مع Pumas UNAH ‏.

## وصلات خارجية
- إفراين غوتيريز على موقع الاتحاد الدولي (مؤرشف)  (الإنجليزية)
- إفراين غوتيريز على موقع قاعدة بيانات كرة القدم.إي يو (الإنجليزية)
- إفراين غوتيريز على موقع ناشيونال فوتبول تيمز (الإنجليزية)
- إفراين غوتيريز على موقع عالم كرة القدم.نت (الإنجليزية)